# Antrobia culveri
Ốc hang động Tumbling Creek, Antrobia culveri, là một loài ốc hang động nước ngọt trong họ Cochliopidae. 
Đây là loài đặc hữu Hoa Kỳ. 
Loài này được mô tả là loài mới bởi Leslie Hubricht năm 1971, từ mẫu thu thập bởi David Culver, Thomas Aley, và Hubricht năm 1969 và 1970. Antrobia culveri là loài điển hình của chi Antrobia, chi được mô tả năm 1971 bởi Hubricht.

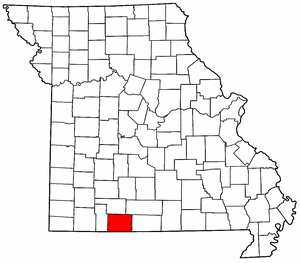
Bản đồ Missouri với quận Taney đánh dấu đỏ, nơi có Antrobia culveri sinh sống.

Antrobia culveri sinh sống trong một suối hang động ở hang Tumbling Creek, ở quận Taney ở tây nam Missouri.